# Choreutis
Choreutis är ett släkte av fjärilar som beskrevs av Jacob Hübner 1825. Choreutis ingår i familjen gnidmalar.

## Bildgalleri

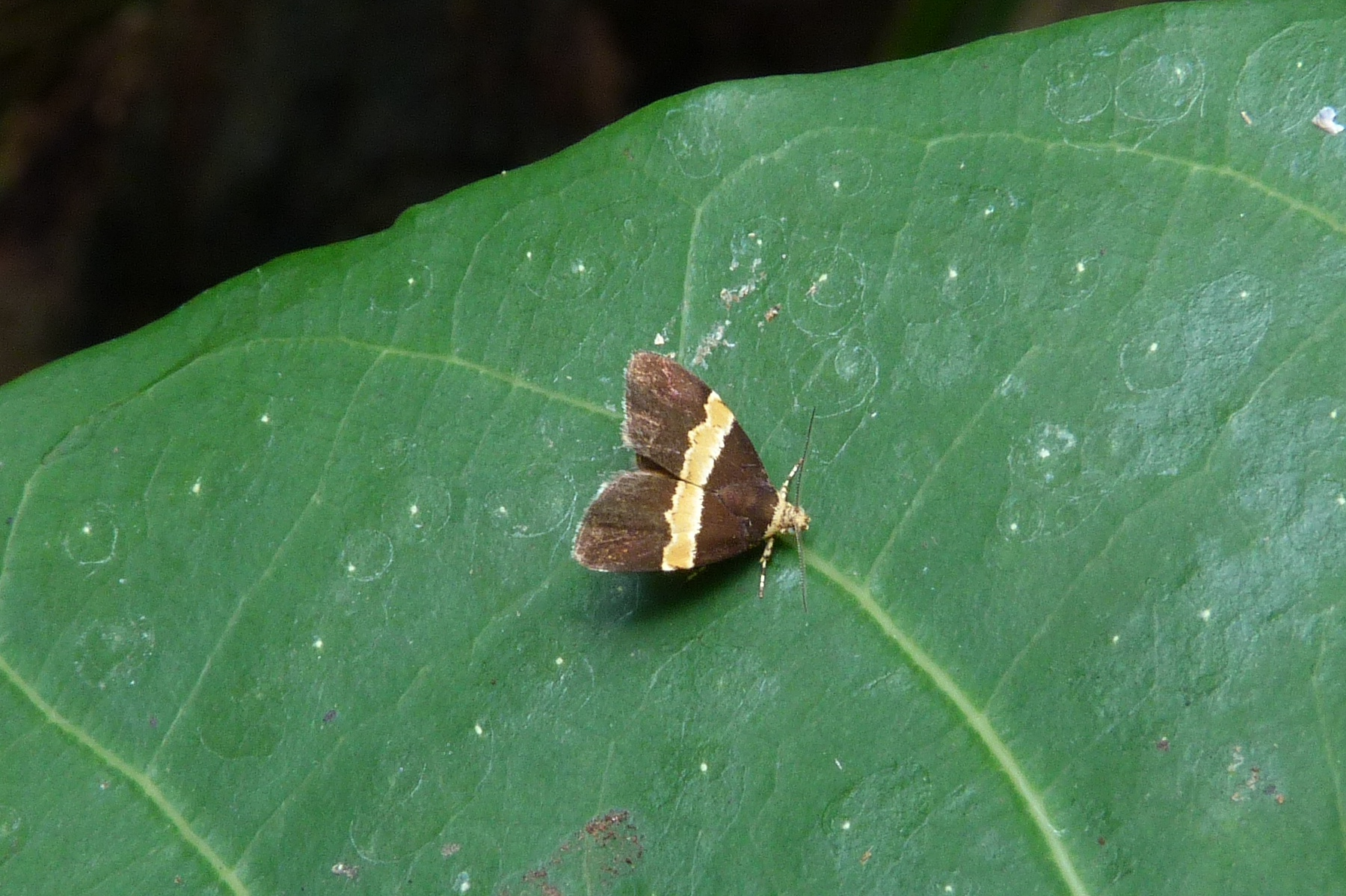

## Dottertaxa tillChoreutis, i alfabetisk ordning[1][2]
- Choreutis agalmatopa
- Choreutis agelasta
- Choreutis alliciens
- Choreutis antiptila
- Choreutis argyrastra
- Choreutis argyrota
- Choreutis argyroxantha
- Choreutis arisema
- Choreutis atrox
- Choreutis augustella
- Choreutis balsamorrhizella
- Choreutis batangensis
- Choreutis bathysema
- Choreutis blandinalis
- Choreutis brunescens
- Choreutis busckiella
- Choreutis caliginosa
- Choreutis calliclisa
- Choreutis carduiella
- Choreutis catapsesta
- Choreutis chadzhaeri
- Choreutis charmonica
- Choreutis chionocosma
- Choreutis chodzhajevi
- Choreutis chrysostacta
- Choreutis chrysoterma
- Choreutis clemensella
- Choreutis coloradella
- Choreutis cunuligera
- Choreutis cyanogramma
- Choreutis cydrota
- Björkgnidmal, Choreutis diana
- Choreutis discolor
- Choreutis drosodoxa
- Choreutis dyarella
- Choreutis enantia
- Choreutis extrincicella
- Choreutis falsifica
- Choreutis fulminatrix
- Choreutis gemmalis
- Choreutis gnaphaliella
- Choreutis hadrogastra
- Choreutis hestiarcha
- Choreutis holotoxa
- Choreutis hymenaea
- Choreutis hypocroca
- Choreutis immutabilis
- Choreutis incerta
- Choreutis inflatella
- Choreutis inspirata
- Choreutis intermediana
- Choreutis irradiata
- Choreutis isshikii
- Choreutis lactibasis
- Choreutis lamella
- Choreutis lapidaria
- Choreutis leptilionella
- Choreutis leucobasis
- Choreutis loxotenes
- Choreutis melanifera
- Choreutis merzoccai
- Choreutis mesolyma
- Choreutis minuta
- Choreutis moniligera
- Choreutis monognoma
- Choreutis montelli
- Choreutis multimarginata
- Choreutis occidentella
- Choreutis ochrilactea
- Choreutis ohiensis
- Choreutis onustana
- Apelgnidmal, Choreutis pariana
- Choreutis pelinobasis
- Choreutis pentacyba
- Choreutis pernivalis
- Choreutis phalaraspis
- Choreutis philonyma
- Choreutis piperella
- Choreutis pychnomochla
- Choreutis radians
- Choreutis sachalinensis
- Choreutis schausiella
- Choreutis semiclara
- Choreutis sexfasciella
- Choreutis sibirica
- Choreutis silphiella
- Choreutis simplex
- Choreutis solaris
- Choreutis sororculella
- Choreutis stellaris
- Choreutis tacubayella
- Choreutis talyshensis
- Choreutis ultimana
- Choreutis ussurica
- Choreutis venusta
- Choreutis vinosa
- Choreutis virginiella